# Patrice Haddad
Patrice Haddad (Parigi, 14 luglio 1957) è un produttore cinematografico francese.

## Biografia
Nel 1981 crea l'agenzia fotografica "Première Heure", e dal 1986 comincia a produrre anche spot pubblicitari.
Nel 1992 realizza il primo lungometraggio in qualità di produttore associato, Le fils du requin (regia di Agnès Merlet).

## Filmografia

### Produttore
- Le fils du requin (1993), regia di Agnès Merlet
- Pigalle (1994), regia di Karim Dridi
- Mirror, Mirror (1996, documentario), regia di Baillie Walsh
- Artemisia - Passione estrema (Artemisia, 1997), regia di Agnès Merlet
- Quadrille (1997), regia di Valérie Lemercier
- Love Is the Devil (Love Is the Devil: Study for a Portrait of Francis Bacon, 1998), regia di John Maybury
- Jacqueline dans ma vitrine (2000), regia di Marc Adjadj e Philippe Pollet-Villard
- Faites de beaux rêves (2006, serie TV)
- Hotel Chevalier (2007, cortometraggio), regia di Wes Anderson